# Togato Barberini
Il Togato Barberini è una scultura romana in marmo risalente al I secolo a.C. che rappresenta un patrizio romano in toga, ritratto a figura intera, mentre tiene nelle mani i busti dei propri antenati defunti. La scultura si trova presso la Centrale Montemartini. Si sa molto poco riguardo a questa scultura, in particolare riguardo a chi essa rappresenti, ma si suppone possa trattarsi di una semplice rappresentazione dell'usanza romana di scolpire busti e maschere mortuarie di personaggi deceduti, specialmente antenati illustri delle famiglie patrizie.

## Ipotesi sull'identità
Come detto, non si sa con esattezza chi sia il personaggio togato ritratto nella scultura, né tantomeno gli antenati raffigurati nei busti, tuttavia le scarpe che il togato indossa suggeriscono la sua appartenenza al patriziato romano. A partire da questa informazione, molte teorie sono state avanzate riguardo alla sua possibile identità, ma la mancanza di prove certe e di indizi chiari fa sì che queste rimangano, per il momento, solo mere speculazioni. Secondo alcuni, la figura rappresenterebbe Bruto mentre sorregge le teste dei suoi due figli, secondo altri Gaio Giulio Cesare; per altri ancora, invece, raffigura uno scultore che mostra le sue creazioni. 
Ricerche recenti hanno suggerito che il personaggio centrale ritratto a figura intera sia un senatore romano, e che i busti rappresentino, appunto, i suoi antenati, come si soleva tenerli rappresentati nei larari domestici d'alto rango. Il busto di destra potrebbe raffigurare un militare di alto rango, forse un generale, poiché esso è sostenuto da un tronco di palma. Un ulteriore problema nell'identificazione del togato centrale sorse quando alcune analisi, compiute sul tipo di marmo di cui è composta la statua, hanno dimostrato che la testa e il corpo non sono parte della stessa scultura: il marmo della testa e del corpo pare siano infatti diversi per colore, composizione e tipologia (la testa sarebbe composta in marmo bianco mentre il corpo in marmo giallo). Ciò è reso ancora più evidente dall'estremità posteriore della toga e dalle caratteristiche di naso e orecchie, che sembra siano stati restaurati in un secondo momento.